# Buellia subcallispora
Buellia subcallispora är en lavart som beskrevs av Hugo Magnusson. 1955. Buellia subcallispora ingår i släktet Buellia och familjen Caliciaceae.   Inga underarter finns listade i Catalogue of Life.